# Ashulia
Ashulia är ett underdistrikt i Bangladesh.   Det ligger i provinsen Dhaka, i den centrala delen av landet, 22 kilometer norr om huvudstaden Dhaka.
Trakten runt Ashulia består till största delen av jordbruksmark. Runt Ashulia är det mycket tätbefolkat, med 6 711 invånare per kvadratkilometer.